# Michel Nicolas (théologien)
Pour les articles homonymes, voir Michel Nicolas et Nicolas.
Michel Nicolas, né à Nîmes le 22 mai 1810 et mort à Montauban le 28 juillet 1886, est un pasteur, philosophe et théologien français. Il est professeur à la faculté de théologie protestante de Montauban de 1838 à 1885.

## Biographie
Michel Nicolas fait ses études de théologie à l'université de Genève. Il soutient une thèse de baccalauréat en théologie intitulée Dissertation sur la forme de la poésie hébraïque à la faculté de théologie protestante de Strasbourg en 1833. Il complète sa formation par un séjour d'étude dans les universités allemandes de Halle, Berlin et Heidelberg en 1833-1834. 
Il est nommé pasteur suffragant à Bordeaux en juin 1834, puis pasteur titulaire à Metz en 1835. Il obtient en 1836 une licence de théologie en présentant une thèse intitulée Rapport de l'ancienne à la nouvelle alliance, ou De la loi à la foi, puis soutient une thèse de doctorat intitulée Essai d'herméneutique à la faculté de théologie de Strasbourg, sous la direction de Jean-Frédéric Bruch. Il est nommé professeur à la faculté de théologie protestante de Montauban (en 1838, où il occupe la chaire de philosophie, jusqu'en 1885. 
En 1869, il est fait chevalier de la Légion d'honneur.
Il est l'auteur d'une Histoire de l'ancienne académie protestante de Montauban (1598-1659) et de Puylaurens (1660-1685), publiée en 1885.

## Publications
- Dissertation sur la forme de la poésie hébraïque, Strasbourg, 1833
- Rapport de l’ancienne à la nouvelle alliance, ou de la loi à la foi, Strasbourg, 1836
- De Jesu Christi miraculis, Argentorati, 1836
- Essai d’herméneutique, Strasbourg, 1838
- Jean-Bon Saint-André : sa vie et ses écrits, Montauban : Réthoré, 1848
- Introduction à l’étude de l’histoire de la philosophie, tome I, Paris : Librairie philosophique de Ladrange, 1849
- Notice sur la vie et les écrits de Laurent Angliviel de La Beaumelle, Paris, 1852 Texte en ligne
- Introduction à l’étude de l’histoire de la philosophie, tome II, Paris : Librairie philosophique de Ladrange, 1850 Texte en ligne
- Histoire littéraire de Nîmes et des localités voisines qui forment actuellement le département du Gard, Nîmes : Ballivet et Fabre, 1854 (3 vol.)
  - I : Antiquité romaine-XVIIe siècle (lire en ligne)
  - II : XVIIe et XVIIIe siècles (lire en ligne)
  - III : XVIIIe et XIXe siècles (lire en ligne)
- Histoire des artistes peintres, sculpteurs, architectes et musiciens-compositeurs, nés dans le département du Gard, Nîmes : Ballivet et Fabre, 1859 (lire en ligne)
- Études critiques sur la Bible : Ancien Testament, Paris : Michel Lévy frères, 1862 ; 1869 Texte en ligne
- Des doctrines religieuses des Juifs pendant les deux siècles antérieurs à l'ère chrétienne, 1860, édition revue et augmentée, Paris : Michel Lévy frères, 1867 Texte en ligne
- Essais de philosophie et d’histoire religieuses, Paris : Michel Lévy frères, 1863.
- Études critiques sur la Bible : Nouveau Testament, Paris : Michel Lévy frères, 1864.
- Études sur les évangiles apocryphes, Paris : Michel Lévy frères, 1866.
- Le Symbole des Apôtres, essai historique, Paris : Michel Lévy frères, 1867. Texte en ligne
- Histoire de l'ancienne Académie protestante de Montauban (1598-1659) et de Puylaurens (1660-1685), Montauban, E. Forestié, 1885. Réédition : Slatkine, 1971.

Articles
- « Études de littérature allemande – Bürger », La Gironde. Revue de Bordeaux, 2, 1835, p. 409-426
- « Matthias Claudius », La Gironde. Revue de Bordeaux, 2, 1835, p. 602-615
- « Philosophes mystiques allemands – Heinroth », Revue du Midi, 3, 1835, p. 265-272
- « Littérature allemande – Johann Jakob Engel », Revue du Midi, 3, 1835, p. 157-165
- « La poésie allemande – conte [de Uhland] », Revue du Midi, 4, 12, 1836, p. 58-63
- « Littérature allemande – Uhland », Revue du Midi, 4, 1836, p. 430-437
- « De la destination du savant, de Fichte », Revue germanique, 3, 11, 1837, p. 312-321
- « La nuit du nouvel an d’un malheureux de Jean Paul », L’Austrasie, 2, 1838, p. 251-253
- « Lettre de M. le professeur Nicolas », L’Évangéliste, 3, 1839, 4, p. 27-30
- « Quelques considérations sur le panthéisme », Revue théologique, 2, 1842, p. 117-137, 200-213 et 276-290
- « L’Académie de Die et quelques-uns des professeurs qui y sont enseigné. 1604-1684 », Bulletin de la Société de l'histoire du protestantisme français, vol. 5, no 4/6, août-octobre 1856, p. 179-188, [lire en ligne].
- « Études sur Philon d'Alexandrie », Revue de l’histoire des religions, 3, 1882, p. 318-339 ; 4, 1883, p. 145-164, 468-488, 582-602 et 756-772.

Traductions
- Johann Gottlieb Fichte : De la destination du savant et de l'homme de lettres, Paris : Ladrange, 1838 Texte en ligne
- Heinrich Ritter : Considérations générales sur l'idée et le développement historique de la philosophie chrétienne, Paris : M. Ducloux, 1851 Texte en ligne

Varia
- Proposition, sermon pour l’obtention du permis de prêcher, du 17 septembre 1830, manuscrit non publié
- Discours sans titre, sur le rapport entre théologie et philosophie, in Séance publique de la Faculté de théologie protestante de Montauban, tenue le 15 novembre 1838, pour l’ouverture des cours de l’année scolaire 1838-1839, Montauban, s. d. [1838], p. 13-33
- Instruction chrétienne à l'usage des catéchumènes, Metz, 1838
- Réponse à l'abbé Lacordaire sur le Saint-siège, Metz, 1838
- Articles pour la Nouvelle Biographie générale Hoefer.